# 金目麗魚
金目麗魚，為條鰭魚綱䲁形目麗魚科麗魚屬的其中一種，分布於南美洲亞馬遜河及奧里諾科河上游流域，體長可達一公尺，棲息在沙石底質的深水域，屬肉食性，可作為食用魚、觀賞魚及養殖魚，水族市場上稱為帝王三間，是美洲最大的麗魚，可能是世界上最大的麗魚之一，可與其體型媲美的麗魚是小鱗鮑倫麗魚（Boulengerochromis microlepis）。

## 命名
本魚由德國博物學家亞歷山大·馮·洪保德於1821年命名。
本魚學名的種加詞取自委內瑞拉河流特米河的名字「Temi」，加上拉丁文地名屬格後綴「-ensis」組成，特米河是奧裡諾科河的支流之一，因本魚模式標本來自特米河而得名，但其模式標本已經下落不明。

## 分布
本魚分布於南美洲的亞馬遜河流域的內格羅河和瓦圖馬河流域，以及委內瑞拉和哥倫比亞境內的奧裡諾科河支流流域，還有布朗庫河流域數個地點。所在國家地區包括巴西（亞馬遜州、羅賴馬州）、哥倫比亞、圭亞那及委內瑞拉。
本魚為熱帶淡水魚、大洋底棲性，棲息於內陸河流域，適應水質酸醎值為pH 5.5 - 6.5，適應水溫為27℃-29℃。

## 形態
本魚為中大型魚，最大體長全長99.0公分，成魚平均體長全長33.5公分，通常在31至36公分之間，有記錄體重最重為12.2公斤。體形為一般紡錘形。
本魚的特徵為體型大及較延長，鱗片較小（E1鱗列鱗片數98-128枚，通常超過110枚；而其他同屬魚種通常少於110枚）。具有完整的眼後帶紋，可能略呈不規則，但不由分散斑點構成；而其他同屬魚種則為缺失或僅呈分散斑點。側線通常為連續型。其外觀最類似松麗魚（C. pinima）和範氏麗魚（C. vazzoleri），共同特徵包括：亞成體至年輕成體階段具有深色的體側中帶，以及體側沿線排列的四行規則淺色斑點，但其淺色斑點略為延長而非圓形。與松麗魚和範氏麗魚的差異在於：缺乏具有強化淺色邊緣的深色體側斑塊；縱帶在完整顯現時不會形成圓形斑塊；任何體長階段背側均無眼狀斑塊；眼後帶紋完整（範氏麗魚為分散暗斑狀）；鰓蓋前骨上的深色斑塊缺失（範氏麗魚則存在）；側線幾乎總是連續的（範氏麗魚通常為不連續）。

## 生態
本魚為大洋底棲性淡水魚，常棲息於潟湖較深的沿岸區域以及濁水河流主要河道的沙質及岩質河床。主要以小魚為食，尤其是小於10公分的脂鯉科魚類。
本魚為卵生，雌雄異體，體外受精，為築巢者及護幼者。
本魚被引入到美國佛羅里達州及德克薩斯州，但未形成種群。

## 經濟利用
本魚可食用，為經濟漁業魚種，有商業養殖，也可作為遊釣魚，而且是水族箱的觀賞魚類。

## 風險管理
本魚對人類無害。

## 保護現狀
由於缺乏統計，本魚的種群數量不詳，但相當常見。其原生地沒有任何保護措施，但也未見任何威脅。
有關本魚情況的資料儘管很少，但本魚仍廣泛地分布在原始地區，近期也未有嚴重威脅，所以國際自然保護聯盟於2020年評估本魚為「無危物種」。

## 擴展閱讀
- 維基物種上的相關：金目麗魚